# مازن دياب
مازن دياب هو إعلامي لبناني من مواليد عام 1983 وتوفي في العاصمة الأردنية عمان يوم الجمعة 15 أغسطس 2014 الساعة الثانية ظهراً.

## مازن دياب
مازن من مواليد عام 1983، تخرّج من برنامج ستديو الفن 2002 عن فئة تقديم البرامج، وتابع دراسته الجامعية ليحصل على دبلوم دراسات عليا من كلية الحقوق في جامعة بيروت العربية.
انضم لاسرة صوت الموسيقى ومجلة ستار، وقدّم العديد من الحفلات ابرزها حفل تكريم المشاهير العرب في دبيّ، وحفل انتخاب أجمل عارضة ازياء عالمية ضمن Miss top model international، كما قدّم الفقرات الرياضية والتعليق المباشر على بطولة لبنان لكرة السلة.
وبعد تخرجه من الجامعة انضم لاسرة صوت الغد الأردن ليقدم «وأنت مروّح».

## برنامج «وانت مروح»
يبث يوميا عند الساعة الرابعة عصرا، وخلال شهر رمضان المبارك عند الثالثة عصرا، عبر اثير إذاعة صوت الغد الأردنية أو عبر موقعها الإلكتروني www.sawtelghad.fm .

## تجربته السينمائية
اختارته المخرجة الأردنية غادة سابا (مساعدة الراحل الكبير يوسف شاهين) ليحل ضيف شرف على فيلمها السينمائي، فقوبل الطلب بالموافقة وشارك معها.

## تجربته الغنائية
إلى جانب تجاربه الإعلامية والسينمائية، قدم مازن أغنية خاصة بعنوان «ضلّي حدّي» طرحت حصريآ عبر إذاعة صوت الغد، وتم نسخ 10000 نسخة ووزعت بشكل مجاني على المكتبات الموسيقية كهدية من مازن للعشاق بمناسبة عيد الحب، الأغنية من كلمات وألحان وتوزيع الفنان وائل الشرقاوي، وإنتاج مجلة ناس وناس.

## أحد أهم 10 نجوم الأكثر تأثيراً في الأردن
تحت رعاية الشريفة سرة بنت غازي مندوبة الأميرة عالية بنت الحسين اقام مركز العبقري الصغير (ممثلا بصاحبه السيد أبو حمزة عابدين) حفل عشاء في فندق لاند مارك حضره عدد كبير من الطلاب، الأهالي ومجموعة كبيرة من نجوم الوطن العربي، قدّم الحفل الإعلامي نيشان، كما تخلل الحفل فقرات فنية منوعة، وتم خلال الحفل الإعلان عن أسماء الطلاب الفائزين بالمسابقة والذين سيمثلون الأردن في المسابقة العالمية لالوها وعلم الحساب المباشر السريع، إضافة لإعلان أسماء أهم 10 نجوم الأكثر تأثيرا في الأردن وهم اما النجوم الأكثر تأثيرا في الأردن، ديانا كرزون، مازن دياب، محمد قويدر، زهير النوباني، رانيا الكردي، عماد حجاج، غادة سابا، لينا التل، طلال العواملة وأمجد فراح.
كما تم خلال الحفل تكريم حليمة بولند، فرح بن رجب، جمانة مراد، الممثلة المصرية شيرين، سمير صبري، مصطفى شعبان، سوزان نجم الدين، دارين حدشيتي.

## جائزة أفضل إذاعي لبناني مغترب حسب مجلة Private
«مين الأول» برنامج حصد الكثير من إعجاب الرأي العام والصحافة اللبنانية والذي كان يعرض عبر أثير إحدى الإذاعات اللبنانية، تعلق به الناس وراحوا ينتظرونه من سنة لسنة أخرى لمعرفة من سيكون الأول.
شارك في التصويت العديد من محبي الفن من لبنان وكافة الدول العربية، ومن الإذاعة انتقل هذا البرنامج هذه السنة مع التصويت والاستفتاء إلى الصحافة المكتوبة وتحديداً مع مجلة Private اللبنانية.
وحسب الاستفتاءات، حصل مازن دياب على جائزة أفضل إذاعي لبناني مغترب.

## أفضل إعلامي عربي شاب حسب استفتاء قناة الجرس
بعد عدة أشهر من التصويت المباشر عبر قناة الجرس ضمن برنامج الأسوأ والأفضل لعام 2008، فاز الإعلامي اللبناني مازن دياب من صوت الغد الأردن بجائزة أفضل إعلامي عربي شاب بنسبة كبيرة فاقت الـ 93% من نسبة التصويت، وبالمناسبة تم الاتصال بمازن مباشرة عبر الجرس، وأعرب عن سعادته بالفوز، كما قدّم الفوز كالعادة للسيدة نضال الأحمدية وأسرة الجرس، كما شكر كل من ساهم بنجاح برنامج «وأنت مروّح».

## أفضل إعلامي حسب استفتاء قناة «هي» المرأة العربية
بعد منافسة قوية على مدى شهر كامل على مركز أفضل إعلامي عربي، انتزع الإذاعي اللبناني مازن دياب اللقب بعدما انهالت الرسائل الخلوية على برنامج top of the tops الذي عرض عبر تلفزيون «هي» من مختلف الدول العربية، ليحصل في النهاية على اللقب بنسبة 54.55%، ومع هذه الجائزة، يكون مازن قد حصل على جائزة أفضل إعلامي لعام 2009 للمرة الثانية بعدما فاز بتصويت موقع جبال عمان.

## أفضل إعلامي لعام 2009 بحضور وزير السياحة
تحت رعاية وزير السياحة الأردني السابق أسامة الدباس، أقام موقع «جبال عمان» حفلا تكريميا للإعلامي اللبناني مازن دياب من إذاعة صوت الغد الأردن بعد حصوله على أكبر نسبة من التصويت وحصوله على لقب أفضل إعلامي لعام 2009، كما حصلت الإعلامية علا الفارس من محطة الـ mbc على جائزة أفضل إعلامية.
أعرب مازن خلال تسلمه للجائزة عن محبته وشكره لكل من صوّت له وسانده ليحصل على هذا اللقب، وبدوره مدح الوزير مازن قائلاً: نحن نفتخر بوجودك في الأردن، وأنت الإعلامي الأول من دون مسألة التصويت، علماً أن إدارة موقع جبال عمان أكدت أن عدد المصوتين في هذه المسابقة تخطى الـ 8 آلاف مشارك، حيث تنافس مع مازن عدد كبير من الإعلاميين الزملاء من لبنان، الأردن، العراق وسوريا.

## أفضل إعلامي في الأردن لعام 2009 من محافظة إربد الشمالية
حصل مازن دياب على جائزة أفضل إعلامي في الأردن حسب استفتاء شركة «تريانغل» الذي أقيم في محافظة إربد، وسط أجواء كرنفالية اقامت شركة تراينغل المتخصصة بتنظيم المناسبات، حفلا تكريميا لنجوم الأردن، حيث قامت الشركة بتوزيع استبيان تضمن أسئلة تتمحور حول من هو أفضل فنان والبوم غنائي وإعلامي وإعلامية ومذيع ومذيعة ومخرج ومخرجة وأكثر المجالات انتشاراً وأكثر صحيفة يومية أردنية انتشاراً أيضاً.

## رئاسة تحرير مجلة ناس وناس
رغم وجود الإذاعة إلا أن مازن دياب أراد أن يوصل قلمه للقراء من خلال مجلة ناس وناس الأردنية، فترأس تحريرها ووضع من تجاربه وخبرته القليلة لتصبح من المجلات الأولى في الأردن.

## وفاته - تقرير الطب الشرعي
أكد الدكتور عدنان عباس:"أن القاتل دخل بشكل طبيعي لمنزل الراحل مازن دياب ولم يقتحم بيته حيث لم يكن به أي كسر وتابع قائلاً: "وجدث جثة المجني عليه ملقاة على الأرض بلباسه المنزلي الخاص حيث كان يرتدي شورت أخضر اللون، وعاري من جزئه العلوي بحكم ارتفاع حرارة الصيف في عمان، وسجادة منزله ملطخة بدمائه، وهو مقيد اليدين للخلف والقدمين بسلك اللابتوب الكهربائي الخاص به، ومكمم فمه بكوفية حمراء (قماش) قد تكون أيضاً ملك المغدور واستعان بها القاتل أو القتلة لتكميمه بها كما فعلوا بسلك اللابتوب بشكل قاسي ومحكم جداً كما وضع شيء ما في فمه قبل تكميمه لمنعه ربما من التنفس وخنقه".
وحول ما أثير من شائعة قتله بعدّة طعنات أجاب الدكتورعدنان عباس قائلاً: "الفحص الأولي في مسرح الجريمة كشف أنه قتل فعلاً بطريقة الخنق عبر وضع شيء ما بفمه ثم تكميمه بقطعة قماش بقوة وإحكام شديدين، ورميه على الأرض، وهذه الوضعية لجسده تعيق عمل الصدر وتمنع التنفس الطبيعي، وتزيد اللعاب الذي يدخل قسراً إليه ما يعوقه عن التنفس الطبيعي ويسبب له الوفاة خنقاً عن طريق الفم، ويرجح وفاته خنقاً بهذه الطريقة.
بالإضافة إلى أن الخنق كان سبباً للوفاة، كان هناك سبب وفاة إضافي آخر، هو تعرضه لنزيف داخل تجويف البطن والحوض نتيجة تمزق الطحال بسبب الضربات التي تلقاها على هذه المنطقة
ووجود كدمات عديدة وتورم في وجهه يشير إلى مقاومته الشجاعة والشديدة للمعتدين عليه فلم يستسلم لهم بسهولة.